# Job 19
Job 19 es el decimonoveno capítulo del Libro de Job en la Biblia hebrea o el Antiguo Testamento del Cristianismo . El libro es anónimo; la mayoría de los estudiosos creen que fue escrito alrededor del siglo VI a. C. Este capítulo recoge el discurso de Job, que pertenece a la sección Diálogo del libro, y comprende Job 3:1–Job 31:40.

## Texto
El texto original está escrito en lengua hebrea. Este capítulo se divide en 29 versículos.

### Testimonios textuales
Algunos manuscritos antiguos que contienen el texto de este capítulo en hebreo pertenecen al Texto masorético, que incluye el Códice de Alepo (siglo X) y el Codex Leningradensis (1008). Se encontraron fragmentos que contienen partes de este capítulo en hebreo entre los Rollos del Mar Muerto, incluyendo 4Q100 (4QJobb; 50–1 a. C.) con los versículos 15–17 conservados.

## Lamento de Job a Dios y al pueblo (19:1–22)
El lamento de Job en esta sección está enmarcado por su queja de que sus amigos lo atormentan (versículos 1-6) y su súplica para que dejen de hacerlo (versículos 21-22). Entre medias, Job se lamenta de que, aunque no duda del poder supremo de Dios sobre su destino, simplemente no puede entender por qué Dios le ha quitado su dignidad y su reputación («gloria» y «corona», versículo 9), y también que su familia y el pueblo le han abandonado («sus hermanos», versículo 13; «todos los que le conocían», versículos 13b, 14b), «sus amigos más íntimos» (versículo 19), básicamente toda la comunidad (cf. Job 30).

### Versículo 4
[Job dijo:] Y si en verdad he errado,
mi error queda conmigo.
- «He errado»: traducido del verbo hebreo שָׁגִיתִי, «shagiti», está en forma de cláusula hipotética, porque Job mantiene su inocencia.[15]
- «Mi error»: traducido del hebreo מְשׁוּגָה, «meshugah» (que solo se encuentra aquí en la Biblia hebrea), derivado de שׁוּג, shug («vagar; errar») con una raíz paralela a שָׁגַג, shagag o שָׁגָה, shagah.[16]

Job insiste en que, incluso si fuera cierto que ha cometido un pecado menor e involuntario (cf. Levítico 5:18; Números 15:8), y definitivamente no el pecado intencional del que le acusan sus amigos, entonces es únicamente asunto suyo, una cuestión entre Job y Dios, y no algo por lo que sus amigos deban juzgarle.
La versión griega de la Septuaginta tiene una inserción entre las dos líneas: «por haber dicho palabras que no es correcto decir, y mis palabras son erróneas y sin sentido».

## Lamento de Job a Dios y al pueblo (19:23–27)
Porque yo sé que mi Redentor vive, y que al fin se levantará sobre la tierra; y después de que mi piel haya sido destruida, entonces en mi carne veré a Dios.

Los versículos 25-29 son muy difíciles de traducir. En el versículo 25, Job dice que tiene un גָּאַל (gôēl), que es algo así como «vindicador», pero no tiene un equivalente fácil en inglés. En libros anteriores, como el Libro de Rut, un gôēl es «el pariente cercano que pagará las deudas de uno, defenderá a la familia, vengará un asesinato y se casará con la viuda del difunto». El concepto podría incluir la descripción del mediador en Job 16:19. Proverbios 23 llama a un «gôēl» el defensor de las viudas y los huérfanos, un campeón de los oprimidos. Probablemente, Job no se refiere aquí a un agente humano, sino a algo más parecido a un defensor legal divino, como el «árbitro» (Job 9:33) o el «testigo» (Job 16:19). Por el contexto, el «gôēl» de Job tampoco es Dios directamente, dado que es Dios de quien Job se está defendiendo. Los intérpretes cristianos posteriores han visto en esto una prefiguración de Jesús como intermediario que aboga por los pecadores ante Dios.
El versículo 26 también es difícil de traducir; las versiones antiguas y las citas difieren. Parece referirse a que Job fue desollado, pero aún así veía a Dios. Algunos intérpretes cristianos lo ven como una afirmación de una resurrección venidera, aunque esta lectura no parece haber sido la intención original. Podría leerse como que el mayor deseo de Job no es la justicia o la reivindicación, sino la restauración de su relación con Dios, aunque solo sea después de extremas dificultades.

## Palabras airadas (19:28-29)
Estos versículos son difíciles de entender o de dar sentido; es posible que el texto estuviera dañado o fuera de lugar. En particular, el versículo 29 parece provenir de los amigos en lugar de Job, aunque los intérpretes no están de acuerdo. Por lo que se puede adivinar, Job acusa a sus amigos de querer perseguirlo, pero les advierte del juicio divino por el trato injusto que le han dado. En el texto masorético aparece una palabra misteriosa, «Shaddayan», que se cree que hace referencia a un juez justo o a un juicio, pero los eruditos no están seguros. 

## Comentarios

### De la Iglesia católica

#### A todo el capítulo
En la tradición cristiana, este pasaje ha tenido un eco especial, especialmente por los versículos 25-27, frecuentemente entendidos como una proclamación de fe en la resurrección. En el contexto del libro, marca uno de los puntos de mayor intensidad lírica y de súplica apasionada. Job comienza acusando a sus amigos de ultrajarlo y difamarlo, sin advertir que, al hacerlo, ofenden también a Dios, a quien él atribuye la causa de su desgracia (vv. 2-7). Después, hablando en tercera persona, describe con amargura la acción divina en su contra (vv. 8-20): lo trata como enemigo (vv. 8-12) y extiende su golpe incluso a parientes y allegados (vv. 13-20). De pronto, se dirige directamente a sus amigos (vv. 21-22) para implorarles comprensión y respaldo frente a un Dios que percibe como su perseguidor.
El momento más solemne (vv. 23-27) recoge palabras que Job querría dejar grabadas para siempre en piedra o metal. Pese a todo, su esperanza se aferra a Dios, el que existía antes que los hombres y permanecerá cuando todos ellos hayan desaparecido. Finalmente, cierra el discurso (vv. 28-29) con una seria advertencia: por encima de su condena está el juicio definitivo de Dios, que alcanzará también a quienes hoy lo critican.

Es necesario temer ahora al Juez, cuando aún no ejercita el juicio, cuando todavía soporta nuestros males y tolera nuestras obras perversas; porque cuando extienda su mano, tanto más severo será el castigo en el juicio cuanto más largo fue el tiempo que nos esperó. 

#### Al versículo 19; 4
«Mi error quedaría sólo para mí». Con esta afirmación, Job admite la posibilidad de haber cometido una falta o equivocación, pero rechaza que se trate de un delito o pecado. Además, sostiene que, de existir tal error, sería un asunto estrictamente personal, ajeno a la intervención o juicio de sus amigos. Su reproche hacia ellos es claro: utilizan la sabiduría no como medio para consolar o apoyar, sino como arma para señalar y recriminar sus defectos.

Toda nuestra ciencia, comenta San Gregorio aplicando estos versículos a los herejes, no está en vosotros porque está contra vosotros, engreídos de soberbia. En cambio, mi ignorancia está sólo para mí, porque no me atrevo a escudriñar ninguna cosa de Dios con soberbia, sino que me mantengo humildemente en la verdad. Los herejes desean saber muchas cosas para fomentar su soberbia, y para aparecer doctos contra los fieles y los humildes.'

#### A los versículos 21-22
En esta súplica dirigida a sus amigos, Job recurre a la misma fórmula con la que en los Salmos se implora a Dios: «Ten piedad de mí, Dios mío, ten piedad de mí». Les pide que muestren compasión ante su desgracia y que no lo atormenten con acusaciones, como si pretendieran ocupar el lugar de Dios. La auténtica amistad, recuerda, se fundamenta en la misericordia.

La misericordia se identifica con la superabundancia de la caridad que, al mismo tiempo, trae consigo la superabundancia de la justicia. Misericordia significa mantener el corazón en carne viva, humana y divinamente transido por un amor recio, sacrificado, generoso.

#### Al versículo 25
En este pasaje, Job proclama con solemnidad: «Bien sé yo que mi defensor vive». La afirmación retoma la idea de un intercesor extraordinario ya mencionada en 16,19, aunque con un matiz distinto. Allí se trataba de un testigo en un pleito, con sentido jurídico; aquí, en cambio, el término hebreo goel posee un sentido institucional. Según la Ley y la tradición de Israel, el goel era el pariente más cercano encargado de restituir derechos vulnerados: recuperar bienes injustamente arrebatados, rescatar de la esclavitud o incluso vengar la muerte de un familiar. En algunos textos proféticos, Dios mismo recibe este título al presentar el regreso del exilio como una redención prodigiosa.
Llama la atención que Job aplique este título a Dios, ya que es precisamente Él a quien considera su agresor y humillador. Sin embargo, en la tensión interior que atraviesa, Job se dirige al mismo tiempo a Dios con quejas y súplicas (cf. 16,7-9.21-22). Aunque lo percibe como causa de su dolor, reconoce que sigue siendo el Dios vivo, el único capaz de revertir su situación y restituirle la honra ante sus amigos. En este sentido, es su goel. Además, invocar a Dios como redentor era una práctica habitual en la religiosidad judía.
San Jerónimo, siguiendo la tradición rabínica, tradujo goel en la Vulgata como «Redentor». Desde entonces, la exégesis cristiana lo ha interpretado como una referencia al Mesías, en particular al Cristo resucitado que vive para siempre y redime a la humanidad. Santo Tomás recoge esta lectura y explica que el hombre, creado inmortal, cayó en la muerte por el pecado (cf. Rm 5,12) y que Cristo, muriendo y resucitando, liberó a la humanidad y restauró la vida, que se comunicará a todos en la resurrección final. San Gregorio Magno, por su parte, subraya que la fe reconoce no solo la pasión y muerte de Cristo, sino también que vive después de haber sido entregado a la muerte por los hombres. Cuando Job afirma: «Él, el último, se alzará sobre el polvo», probablemente quiere expresar la convicción de que el juicio de Dios será definitivo, muy por encima de los juicios humanos, tan frágiles como el polvo. Dios, que habita en los cielos (cf. 16,19), es el único juez permanente, ajeno a prisas y pasiones momentáneas.
La tradición cristiana, siguiendo la traducción de la Vulgata —«En el último día resucitaré de la tierra»—, ha visto en estas palabras un anuncio de la resurrección de los muertos al final de los tiempos, participación de la resurrección de Cristo. Tomás de Aquino afirma que la causa última de la resurrección humana es la vida misma del Hijo de Dios, y Gregorio Magno resume este misterio con sencillez: Cristo aceptó la muerte para librarnos de su temor y manifestó su resurrección para que confiemos en la nuestra.

El hombre que había sido creado inmortal por Dios, incurrió en la muerte por el pecado, como dice Rm 5,12 (…); de ese pecado había de ser redimido el género humano por medio de Cristo; esto es lo que por la fe vio Job. Cristo nos redimió del pecado muriendo por nosotros (…). Ahora bien, la humanidad misma fue reparada al resucitar para la vida (…) y la vida de Cristo resucitado se difundirá a todos los hombres en la resurrección común.

Gregorio Magno había escrito anteriormente lo mismo de la siguiente forma:

Cualquier infiel sabe que Cristo había sido azotado, escarnecido, herido con las manos, coronado de espinas, manchado con salivazos, crucificado y muerto. Pero yo sé con fe muy cierta que vive después de la muerte, confieso con libertad que vive mi Redentor, el que había muerto entre las manos de los malos.

La frase «Él, el último, se alzará sobre el polvo» parece aludir a la convicción de Job de que, por encima de cualquier veredicto humano —frágil y pasajero como el polvo—, la decisión final corresponderá únicamente a Dios. Este, como juez eterno y soberano (cf. 16,19), no se deja llevar por la premura ni por condicionamientos momentáneos, sino que dicta su sentencia con autoridad absoluta y definitiva.
En la lectura cristiana, influida por la versión de la Vulgata —«En el último día resucitaré de la tierra»—, este versículo se ha entendido como una prefiguración de la resurrección universal. La esperanza de Job, anclada en la intervención de su goel, se proyecta así hacia el cumplimiento pleno en Jesucristo. Según esta tradición, la resurrección de los hombres al final de los tiempos es participación en la victoria de Cristo sobre la muerte: el Hijo de Dios, que posee la vida en sí mismo, comunica esa misma vida a quienes le pertenecen, asegurando que el polvo no sea la última palabra para el ser humano.
Tomás de Aquino y Gregorio Magno hacen los siguientes comentarios al respecto:
Así como el Padre tiene vida en sí mismo, le concedió al Hijo tener vida por sí mismo. Por tanto la causa primordial de la resurrección humana es la vida del Hijo de Dios. Y en palabras más sencillas de Gregorio Magno: «Nuestro Redentor recibió la muerte para que no temiésemos morir, y manifestó la resurrección para que confiemos en que podemos resucitar»

#### Al versículo 26
Clemente Romano, al citar este pasaje, anima a la comunidad de Corinto a mantenerse firme en la fe recordando que la resurrección no es una mera figura retórica, sino una realidad prometida por Dios. Para él, las palabras de Job confirman que, aun después de la muerte y la corrupción del cuerpo, el ser humano será revestido nuevamente de su carne para contemplar al Creador cara a cara. Esta visión no se limita a una esperanza difusa, sino que se apoya en la certeza de la fidelidad divina: el mismo Dios que dio la vida en un principio tiene poder para devolverla, y así cumplirá su promesa de que los justos vivirán para siempre.
En esta lectura, el “ver a Dios” no solo implica ser vindicado frente a las acusaciones injustas, como en el contexto inmediato del libro de Job, sino que adquiere un sentido escatológico: la experiencia plena de la presencia divina tras la resurrección final, cuando toda injusticia quedará corregida y la comunión con Dios será definitiva y lo expresa así: 

Así pues, con esta esperanza unamos nuestras almas a Aquél que es fiel a las promesas y justo en sus juicios. El que mandó no mentir, mucho menos mentirá Él mismo, pues nada hay imposible para Dios a no ser el mentir.

Aun si no se interpreta como una declaración explícita sobre la resurrección final, este pasaje revela con claridad el anhelo ardiente de Job por mantener un encuentro real y personal con Dios. Lo reconoce como su defensor y como la fuente misma de toda vida, aquel que permanece inmutable a lo largo de los tiempos. Su esperanza no se limita a sobrevivir, sino a preservar la capacidad de contemplarlo con sus propios ojos (cfr. v. 27), de hablarle directamente, sin intermediarios y sin sentirlo como un extraño.
Este deseo, nacido en medio de la aflicción más honda, se convierte en un canto luminoso a una vida que trasciende el sufrimiento. Es la expresión de una confianza radical en que el vínculo con Dios no se rompe ni siquiera en la penumbra de la prueba, y que la última palabra la tendrá siempre la vida que Él da y sostiene.